# Брэддок-роуд
Брэддок-роуд (англ. Braddock Road) — наземная пересадочная станция Вашингтонгского метро на Синей линии и Жёлтой линии. Она представлена одной платформой: островной. Станция обслуживается Washington Metropolitan Area Transit Authority. Расположена в независимом городе Александрия на пересечении Брэддок-роуд и Уэст-стрит. Пассажиропоток — 2.426 млн. (на 2007 год).
Станция была открыта 17 декабря 1983 года.
Открытие станции было совмещено с завершением строительства ж/д линии длиной 6,8 км, соединяющей Национальный аэропорт и Хантингтон и открытием станций Кинг-Стрит — Олд-Таун, Эйзенхауэр-авеню и Хантингтон.